# Johan Hald
Johan Leo Robin Hald, född 7 juli 1971 i Katarina församling i Stockholm, är en svensk skådespelare.

## Filmografi
- 1981 – Det stora barnkalaset
- 1981 – Det nya äktenskapet
- 1990 – Goda människor
- 1995 – Passageraren
- 1996 – Sånt är livet
- 1996 – Rederiet
- 1997 – Jag är din krigare
- 1997 – Under ytan
- 1998 – Aspiranterna
- 2000 – Sånger från andra våningen
- 2002 - Bella bland kryddor och kriminella
- 2001 – Beck
- 2003 – Paragraf 9
- 2003 – Ramona
- 2004 – Stig Petres hemlighet
- 2005 – Medicinmannen
- 2005 – Sandor slash Ida
- 2017 – Innan vintern kommer
- 2017 - Maria Wern
- 2018 - Idaten
- 2019 - Måste gitt